# Scelotes bidigittatus
Scelotes bidigittatus är en ödleart som beskrevs av  Vivian William Maynard Fitzsimons 1930. Scelotes bidigittatus ingår i släktet Scelotes och familjen skinkar. Inga underarter finns listade i Catalogue of Life.